# Troca de entropia
Na mecânica quântica, e especialmente no processamento quântico de informações, a troca de entropia de uma operação quântica {\displaystyle \phi \,}, atuando na matriz densidade {\displaystyle \rho _{Q}\,} de um sistema {\displaystyle Q\,} é definida como
{\displaystyle S(\rho ,\phi )\equiv S[Q',R']=S(\rho _{QR}')}
onde {\displaystyle S(\rho _{QR}')\,}é a entropia de von Neumann do sistema {\displaystyle Q\,} e um sistema auxiliar purificador fictício {\displaystyle R\,} depois de serem operados por {\displaystyle \phi \,}. Aqui,
{\displaystyle \rho _{QR}=|QR\rangle \langle QR|\quad ,}
{\displaystyle \mathrm {Tr} _{R}[\rho _{QR}]=\rho _{Q}\quad ,}
e
{\displaystyle \rho _{QR}'=\phi [\rho _{QR}]\quad ,}
onde na equação acima {\displaystyle \phi } atua em {\displaystyle Q} deixando {\displaystyle R} inalterado.